# Adamenka
Adamenka (ryska: Адаменка) är ett vattendrag i Belarus.   Det ligger i voblasten Mahiljoŭs voblast, i den östra delen av landet, 200 kilometer öster om huvudstaden Minsk.
Omgivningarna runt Adamenka är en mosaik av jordbruksmark och naturlig växtlighet. Runt Adamenka är det ganska glesbefolkat, med 32 invånare per kvadratkilometer.